# Керк, Дэвид
Сэр Дэвид Кер(к) (англ. David Kirke или англ. David Ker, 1597—1654) — английский коммерсант и искатель приключений, губернатор-собственник острова Ньюфаундленд.

## Биография

### Молодые годы
Старший из сыновей богатого лондонского купца Джервиса Керка и французской гугенотки Элизабет Гудон, вырос во французском Дьепе, где его отец занимался коммерцией.

### Захват Квебека
В 1627 году отец Керка образовал вместе с рядом других лондонских купцов компанию для деятельности в долине реки Святого Лаврентия в Северной Америке. В это время как раз началась очередная война между Англией и Францией, и компания профинансировала санкционированную королём Карлом I экспедицию для захвата французских поселений на этой реке. Дэвид Керк вместе с четырьмя своими младшими братьями отплыли на трёх кораблях в Новый Свет и, сделав своей базой поселение Порт-Роял на Ньюфаундленде, оккупировали французский порт Тадусак, после чего стали перехватывать французские суда и нападать на французские поселения на побережье.
Успешно организовав блокаду, в 1628 году Керк отправил парламентёра к французскому губернатору Самюэлю дю Шамплену, потребовав от него сдачи главного французского опорного пункта в Северной Америке — Квебека. Шамплен, ожидающий помощи из Франции, отказался, и Керк не решился атаковать, с наступлением зимы отправившись в Англию. По пути он встретил направлявшийся в Квебек французский флот снабжения, состоявший из четырёх судов, и захватил его.
В марте 1629 года Керк, отплыв из английского Грейвзенда, начал операцию против Квебека на шести кораблях; по реке Святого Лаврентия флотилию повёл некий Жак Мишель, перебежавший от Шамплена. Тем временем Шамплен выслал из Квебека, где уже начинался голод, отряд для встречи флотилии снабжения под руководством Эмери де Кана. Хотя встретить де Кана отряду удалось, Керк перехватил их, когда они поднимались по реке. Узнав от пленных о бедственном положении французской колонии, Керк потребовал от Шамплена капитуляции. Не имея иного выхода, 19 июля 1629 года Шамплен капитулировал.
Однако в связи с тем, что действия Керка произошли уже после подписания в апреле 1629 года мирного договора между Англией и Францией, Шамплен объявил их незаконными, и потребовал от английских властей возвращения французских владений. 29 марта 1632 года в Сен-Жермен-ан-Ле был подписан договор, в соответствии с которым Квебек и Акадия были возвращены Компании Новой Франции.

### Ньюфаундленд
За свои действия во время войны Керк был в 1633 году произведён в рыцари. В 1635 году он написал отчёт об острове Ньюфаундленд. Будучи впечатлён возможностями, предоставляемыми тамошним рыболовством, он в 1637 году попросил короля о земельном участке, и в ноябре 1637 года Керку и его партнёрам была дарована королевская хартия, предоставляющая в их распоряжение весь остров. Ранее часть этого острова — полуостров Авалон — уже была дарована Джорджу Калверту, 1-му барону Балтимору, но он был обвинён в том, что ещё до своей смерти в 1632 году бросил эту колонию, и поэтому земля была передана Керку.
В 1638 году Керк, ставший губернатором-собственником, прибыл на остров с сотней колонистов. Так как после смерти Джорджа Калверта права на его колонию перешли к его сыну Сесилу Калверту, тот назначил Уильяма Хилла губернатором Авалона. Прибывший Керк занял дом Хилла. В 1639 году он переименовал колонию в Пул-Плэнтэйшн (англ. Pool Plantation). В последующие годы он построил форты в Феррилэнде, Сент-Джонсе и Бэй-де-Верде.
В связи с тем, что Керк поставил под контроль своей семьи всю торговлю в местностях южнее Сент-Джонса, а его налоговая политика поставила рыболовов из Уэст-Кантри, ловивших рыбу на Большой Ньюфаундлендской банке, на грань выживания, против него были выдвинуты обвинения в Лондоне. Однако прежде, чем по этим обвинениям было проведено расследование, в 1642 году разразилась Английская революция.

### Арест и смерть
Гражданская война завершилась в 1651 году победой сторонников парламента, и Керк потерял поддержку короны. На Ньюфаундленд была направлена группа из шести человек, чтобы доставить Керка в Лондон для судебного разбирательства; его владения были конфискованы Английской республикой. Будучи признан невиновным, Керк восстановил свой титул «губернатора-владельца Ньюфаундленда», и его жена Сара Керк отправилась на Ньюфаундленд, чтобы вернуть собственность и руководить семейным бизнесом. Однако против него опять были выдвинуты обвинения — Сесил Калверт предъявил права на земли в районе Феррилэнда. Считается, что Дэвид Керк умер в тюрьме в январе 1654 года, ожидая суда.
Члены семьи Керк впоследствии проживали на Ньюфаундленде, а их имущественные споры с семьёй Калверт продолжились после реставрации монархии в Англии. Герб, который в 1637 году был дарован Дэвиду Керку королём Карлом I, в 1928 году стал официальным гербом Ньюфаундленда.